# Garrigar

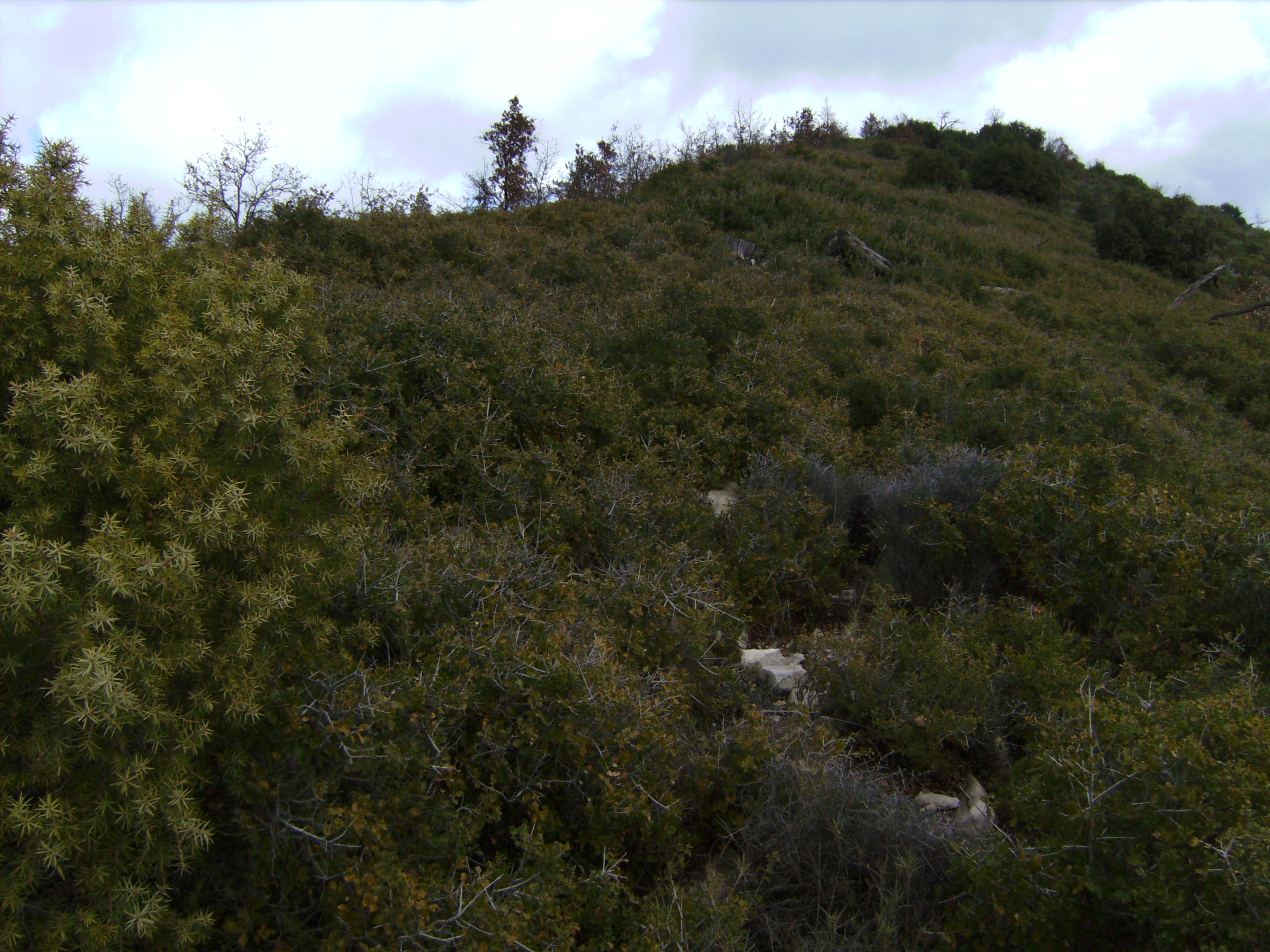
Garriga al Tossal a la muntanya més alta de Castelltallat. A l'esquerra un càdec, al front garrics a la part de dalt roures (Quercus cerrioides)

La garriga o garrigar és un agrupament vegetal, on predomina el garric, en geobotànica, inclòs dins l'aliança fitosociològica Rhamno-Quercion cocciferae. Per extensió, s'anomena garriga a les formacions arbustives baixes, on una persona dreta hi sobresurt, tant si el garric hi és present com si no. De fet, a les illes Balears el terme garriga és prou estès tot i que el garric hi és molt escàs. La garriga pròpiament dita (o sigui, la garriga dominada pel garric) es troba als dominis climàcics de l'alzinar amb marfull i de la màquia litoral sobre terrenys calcaris i es veu molt afavorida per incendis repetits que impedeixen la seva evolució cap al bosc o la màquia. Ambdues característiques lliguen força amb les preferències del garric, que és una planta calcícola i que rebrota vigorosament després del foc. El terme garriga apareix en força topònims, com ara la comarca de les Garrigues i la població de la Garriga (Vallès Oriental).